# Ctenotus kurnbudj
Ctenotus kurnbudj är en ödleart som beskrevs av  Ross A. Sadlier WOMBEY och BRAITHWAITE 1986. Ctenotus kurnbudj ingår i släktet Ctenotus och familjen skinkar. Inga underarter finns listade i Catalogue of Life.